# Провинции на Нидерландия
Провинциите в Нидерландия (на нидерландски: provincies van Nederland) са дванадесет. Те представляват административния слой между националното правителство и местните общини, отговарящи за въпроси от местно или регионално значение.
Най-гъсто населената провинция е Южна Холандия, с над 3,65 милиона жители през 2009 г. С около 381 500 жители, Зеландия има най-малко население. По площ Фризия е най-голямата провинция с обща площ от 5749 км2. Ако водната площ е изключена, Гелдерланд е най-голямата провинция по отношение на площ от 4972 км2. Утрехт е най-малката с 1385 км2.

## Политика и управление
Правителството на всяка провинция се състои от три основни части:
- Provinciale Staten е провинциалният парламент, избран на всеки четири години. Броят на членовете варира между 39 и 55 (към 2015), в зависимост от броя на жителите на провинцията.[1] Членуването е работа на непълен работен ден. Основната му задача е да контролира работата на провинциалното правителство.
- Gedeputeerde Staten е колегия, избрана измежду членовете на Provinciale Staten и натоварена с повечето изпълнителни задачи. Всяка провинция има между три и седем депутати, всеки от които има свое собствено портфолио. Задачата на Gedeputeerde Staten е цялостното управление на провинцията.
- Commissaris van de Koning е еднолично лице, назначено от Короната, което председателства провинциалните държави, както и над провинциалния управител. Той (комисарят) се назначава за срок от шест години, след което е възможно повторно назначаване за друг мандат.

## Провинции
Нидерландия, която е по-голямата част от Кралство Нидерландия, е разделена на дванадесет провинции (provincies) и три отвъдморски специални общини, Карибска Нидерландия, които не са част от никоя провинция. В миналото те са били част от публичните органи (openbare lichamen).
| Флаг | Герб | Провинция                      | Столица     | Най-голяма община | Комисар на краля | Обща площ | Население | Гъстота  | БВП на глава от населението в евро |
| ---- | ---- | ------------------------------ | ----------- | ----------------- | ---------------- | --------- | --------- | -------- | ---------------------------------- |
|      |      | Фризия Friesland               | Леуварден   | Леуварден         | Арно Брок        | 5749      | 647 268   | 113/км2  | 28 743                             |
|      |      | Дренте Drenthe                 | Асен        | Емен              | Йета Клейнсма    | 2680      | 492 100   | 184/км2  | 28 802                             |
|      |      | Флеволанд Flevoland            | Лелистад    | Алмере            | Леен Фербек      | 2412      | 411 670   | 171/км2  | 31 923                             |
|      |      | Зеландия Zeeland               | Миделбьорг  | Терньозен         | Хан Полман       | 2933      | 382 304   | 130/км2  | 32 097                             |
|      |      | Оверейсел Overijssel           | Зволе       | Енсхеде           | Андриес Хейдема  | 3421      | 1 151 501 | 337/км2  | 34 083                             |
|      |      | Гелдерланд Gelderland          | Арнем       | Неймеген          | Клеменс Корнилие | 5136      | 2 060 103 | 401/км2  | 34 673                             |
|      |      | Лимбург Limburg                | Маастрихт   | Маастрихт         | Тео Бовенс       | 2209      | 1 117 198 | 509/км2  | 35 213                             |
|      |      | Гронинген Groningen            | Гронинген   | Гронинген         | Рене Пас         | 2960      | 582 944   | 197/км2  | 41 295                             |
|      |      | Южна Холандия Zuid-Holland     | Хага        | Ротердам          | Яп Смит          | 3418      | 3 681 044 | 1077/км2 | 41 437                             |
|      |      | Северен Брабант Noord-Brabant  | Хертогенбос | Айндховен         | Вим фон де Донк  | 5082      | 2 528 286 | 498/км2  | 43 058                             |
|      |      | Утрехт Utrecht                 | Утрехт      | Утрехт            | Вилиборд фон Бек | 1449      | 1 295 484 | 894/км2  | 48 045                             |
|      |      | Северна Холандия Noord-Holland | Харлем      | Амстердам         | Йохан Ремкес     | 4091      | 2 831 182 | 392/км2  | 52 998                             |